# Шаповалов Лев Миколайович
Лев Миколайович Шапова́лов (рос. Лев Николаевич Шаповалов; нар. 16 жовтня 1873, Москва — пом. 30 грудня 1956, Москва) — російський архітектор.

## Біографія
Народився 16 жовтня 1873 року в Москві. Закінчив Московське училище живопису, скульптури та зодчества. 1896 року отримав звання класного художника архітектури.
50 років прожив в Ялті, з 1913 року був головним архітектором міста.
Помер в Москві 30 грудня 1956 року. Похований в Москві на Ваганьковському кладовищі.

## Споруди
Брав участь у спорудженіі Московської консерваторії. Споруджував Курський вокзал в Москві.
Архітектор церкви благовірного князя Олександра Невського в місті Звенигороді (1902).
В Ялті склав пректи багатьох дач, вілл, санаторіїв, будинків відпочинку, лікарень, шкіл. Збудував дачу А. П. Чехова та санаторій «Язуар» (тепер імені А. П. Чехова).